# 襄都区
襄都区（じょうと-く）は中華人民共和国河北省邢台市に位置する市轄区。

## 行政区画
- 街道:南長街街道、北大街街道、西大街街道、西門里街道、泉東街道、豫譲橋街道
- 鎮:東郭村鎮、晏家屯鎮、祝村鎮、東汪鎮
- 郷:大梁荘郷